# Mount Ellery, Antarktis
Mount Ellery är ett berg på Antarktis. Det ligger i Östantarktis. Australien gör anspråk på området. Toppen på Mount Ellery är 1 110 meter över havet, eller 306 meter över den omgivande terrängen. Bredden vid basen är 2,9 km.
Terrängen runt Mount Ellery är huvudsakligen kuperad, men åt nordost är den platt. Trakten är obefolkad. Det finns inga samhällen i närheten.